# 요시노구치역
요시노구치역(일본어: 吉野口駅, よしのぐちえき)은 일본 나라현 고세시에 있는 서일본 여객철도와 긴키 닛폰 철도의 철도역이다.

## 역 구조
섬식 승강장 2개와 단식 1개, 총 3면 5선으로 이루어진 복합식 승강장이다. 지상역으로, 1890년대에 개업할 때 지어진 역사를 그대로 사용하고 있다. 2면 3선은 서일본 여객철도가 사용하며, 나머지 2면 2선은 긴키 닛폰 철도가 사용하고 있다. 역사는 승강장 동쪽에 있으며, 섬식 승강장과 지하도로 연결되어 있다. 긴테쓰 승강장 쪽에 열차가 자주 오며, 긴테쓰 승강장은 4량까지, 서일본 여객철도 승강장은 6량까지 수용할 수 있다.

### 승강장
| 1   | F 긴테쓰 요시노 선 | 시모이치구치 · 요시노 방면                            |
| 2   | F 긴테쓰 요시노 선 | 가시하라진구마에 · 야마토야기 · 오사카아베노바시 방면 |
| 3   | ■ 와카야마 선      | 고조 · 와카야마 방면                                  |
| 4·5 | ■ 와카야마 선      | 다카다 · 오지 · 덴노지 방면                           |

## 역사
- 1896년 5월 10일 - 난와 철도 다카다 역 ~ 구즈 역 구간의 개업과 동시에 설치. 당시에는 가쓰라 역이었다.
- 1903년 5월 15일 - 요시노구치 역으로 이름이 바뀌었다.
- 1907년 10월 1일 - 국유화에 따라 일본국유철도 소속이 되었다.
- 1912년 10월 25일 - 요시노 경편 철도가 요시노구치 역에 철도 노선을 개업했다.
- 1944년 6월 1일 - 여러 차례의 회사 인수를 거쳐, 군부의 철도 회사 합병 명령에 따라 요시노 선이 긴키 닛폰 철도의 소속이 되었다.
- 1987년 4월 1일 - 민영화에 따라 일본국유철도 요시노구치 역이 서일본 여객철도의 소속이 되었다.

## 인접역
| 서일본 여객철도 와카야마 선    | 서일본 여객철도 와카야마 선 | 서일본 여객철도 와카야마 선 |
| ------------------------------ | --------------------------- | --------------------------- |
| 와키가미 오지 방면             | ■ 와카야마 선               | 기타우치 와카야마 방면      |
| 긴키 닛폰 철도 F 요시노 선     |                             |                             |
| F47 구즈 가시하라진구마에 방면 | ■ 요시노 선                 | 구스리미즈 F49 요시노 방면  |